# Jean Bruller
Jean Marcel Adolphe Bruller, známý také pod pseudonymem Vercors (26. února 1902 Paříž – 10. června 1991 tamtéž) byl francouzský spisovatel a výtvarník. Pocházel z rodiny židovských přistěhovalců z Maďarska. Na pařížské ESIEE získal titul inženýra elektrotechniky, v oboru však nikdy nepracoval a živil se jako karikaturista a knižní ilustrátor, od roku 1932 byl šéfredaktorem časopisu Allô Paris. Za druhé světové války se připojil k hnutí Résistance, v roce 1941 založili spolu s Pierre de Lescurem ilegální nakladatelství Les Éditions de Minuit. Publikoval pod pseudonymem, který přijal na počest partyzánů z pohoří Vercors. Po válce byl členem Světové rady míru, s komunistickým hnutím se rozešel po potlačení Maďarského povstání. V roce 1960 byl signatářem Manifestu 121, požadujícího ukončení Alžírské války, na protest proti tehdejší francouzské politice odmítl přijmout Řád čestné legie.
Jeho nejznámějšími díly jsou Moře mlčí (psychologická studie o francouzské rodině donucené ubytovat německého důstojníka), Cesta za hvězdou (sága středoevropských Židů hledajících ve Francii útočiště před antisemitismem) a Nepřirozená zvířata (vědeckofantastický román, v němž objev spojovacího článku mezi opicí a člověkem vyvolává úvahy o univerzálnosti lidských práv). Dramatizaci Nepřirozených zvířat uvedl Théâtre national populaire pod názvem Zoo, americký režisér Gordon Douglas podle něj natočil v roce 1970 hraný film Skullduggery. Novela Sylva, pojednávající o proměně lišky v ženu, byla v roce 1963 nominována na cenu Hugo.
Český skladatel Jiří Smutný napsal podle dvou Vercorsových novel rozhlasové opery, totiž Klementina (1969) podle novely Clémentine (1959) a Cesta za hvězdou (1972) podle novely Le Marche à l'étoile (1943).